# Hanna-Barbera Studios Europe
Hanna-Barbera Studios Europe, Ltd. (anteriomente Cartoon Network Development Studio Europe e Cartoon Network Studios Europe ou também conhecido atualmente como Hanna-Barbera) É um estúdio de animação, atualmente localizado na Chiswick Park Building 2 nº 566 na Chiswick High Road; Londres, Reino Unido. Foi fundado em 18 de setembro de 2007 e é de propriedade da Warner Bros. Entertainment. É a reencarnação do estúdio Hanna-Barbera, que foi absorvido pela Warner Bros. Animation em 2001.

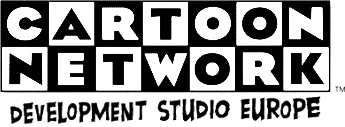
Primeira logotipo utilizada anteriormente como Cartoon Network Development Studio Europe.

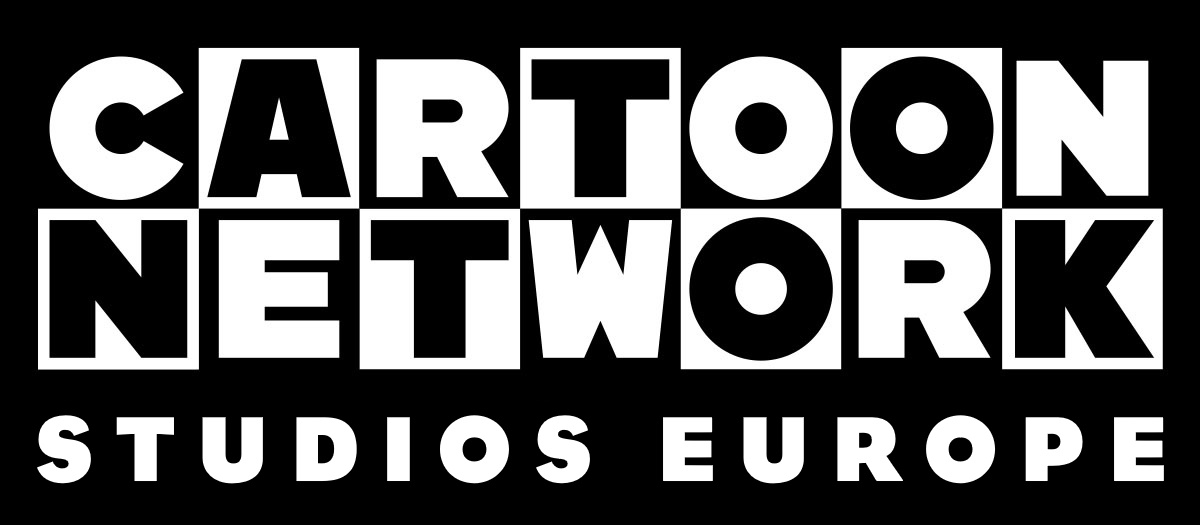
Antigo logo usado como Cartoon Network Studios Europe até 7 abril de 2021, quando seu nome foi alterado para Hanna-Barbera Studios Europe.

## Filmografia

### Séries de TV
| Título                                                                        | Ano                | Criador                                      | Co-Produtoras                                                                         | Notas |
| ----------------------------------------------------------------------------- | ------------------ | -------------------------------------------- | ------------------------------------------------------------------------------------- | --- |
| O Incrível Mundo de Gumball                                                   | 2011-presente      | Ben Bocquelet                                | Boulder Media Limited Studio SOI Dandelion Studios                                    | Primeira série animada produzida como Cartoon Network Development Studio Europe.                         |
| The Heroic Quest of the Valiant Prince Ivandoe                                | (2017- Hiato)      | Eva Lee Wallberg e Christian Bøving-Andersen | Sun Creature Public Service Puljen                                                    | Segunda série animada totalmente produzida pela Cartoon Network Studios Europe.                          |
| Elliott from Earth                                                            | (2021 - Cancelado) | Guillaume Cassuto Mic Graves Tony Hull       | Miyu Productions Studio SOI                                                           | Última série animada totalmente produzida pelo estúdio como Cartoon Network Studios Europe.              |
| O Incrível Mundo de Gumball: O Filme                                          | TBA                | Ben Bocquelet                                | Studio SOI                                                                            | Primeiro filme produzido pelo novo estúdio com o selo H-B.                                               |
| O Maravilhosamente Estranho Mundo de Gumball (7ª Temporada da série original) | 2025-2026          | Ben Bocquelet                                | Studio SOI                                                                            | Segunda série a ser produzida pelo novo estúdio Hanna-Barbera.                                           |
| Corrida Maluca (Reinicialização)                                              | TBA                | TBA                                          | Warner Bros. Animation (Possui a biblioteca do estúdio americano original desde 2001) | Primeira série baseada em uma propriedade clássica do estúdio americano original.                        |
| As Meninas Superpoderosas (Reinicialização)                                   | TBA                | Craig McCracken                              | Warner Bros. Animation / Cartoon Network Studios                                      | Segunda série produzida pelo novo estúdio, sendo uma propriedade clássica do estúdio americano original. |
| A Mansão Foster para Amigos Imaginários (Reinicialização)                     | TBA                | Craig McCracken                              | Warner Bros. Animation / Cartoon Network Studios                                      | Primeira série feita pelo novo estúdio baseada em uma propriedade clássica da Cartoon Network Studios    |